# オルガの心臓
『オルガの心臓』（オルガのしんぞう）は、雨宮もえによる日本の漫画作品。『ITAN』（講談社）公式サイト上で2013年3月から2015年7月まで連載された。

## あらすじ
人工心臓の開発が進んだ世界で、オルガとニトのシャルトー姉弟は世間から身を隠すように暮らし、革新的な人工心臓を作っていた。秘密裏に移植手術を行う2人だったが、偽の人工心臓の噂が立ち始めたことで背後に見知らぬ影が迫る。

## 登場人物
オルガ＝シャルトー
主人公。弟のニトと共に田舎の診療所で人工心臓の研究と治療を行っている。8年前に都心の研究所を追われた過去を持つ。
ニト＝シャルトー
オルガの弟。オルガに対して過保護で、彼女に強く執着し傍にいることを望んでいるシスコン。
シマ＝バークリー
都心の大病院の御曹司。街で倒れそうになったニトを救ったことでオルガと出会う。子どもの人工心臓を完成させるため、オルガに協力を求める。
ミーシャ＝コーエン
天真爛漫な少女。オルガの恩人であり、シマにも大きな影響を与えたが、心臓を患っており14歳で亡くなる。
マナ＝ハウエル
貧困層の街に暮らす少年。ニトに助けられ、オルガの人工心臓を移植した母を支えるためにパン屋で働く。父は他に家庭のある人間で、身内は母のみ。
一号・二号
オルガとニトの診療所にいるアンドロイド。ショートヘアが一号、髪を二つ結びにしているのが二号である。
イレール＝カテル
人工心臓製作の第一人者。

## 書籍情報
- 雨宮もえ 『オルガの心臓』 講談社〈KCx ITAN〉、全3巻
  1. 第1巻 2014年9月5日発売、ISBN 978-4-06-380715-8
  2. 第2巻 2015年3月6日発売、ISBN 978-4-06-380753-0
  3. 第2巻 2015年9月7日発売、ISBN 978-4-06-380794-3